# Rhodes (del av en befolkad plats)
Rhodes är en del av en befolkad plats i Australien. Den ligger i kommunen Canada Bay och delstaten New South Wales, i den sydöstra delen av landet, omkring 12 kilometer väster om delstatshuvudstaden Sydney. Antalet invånare är 1 670.
Runt Rhodes är det mycket tätbefolkat, med 3 757 invånare per kvadratkilometer.. Närmaste större samhälle är Sydney, omkring 12 kilometer öster om Rhodes. 
Runt Rhodes är det i huvudsak tätbebyggt. Genomsnittlig årsnederbörd är 1 380 millimeter. Den regnigaste månaden är februari, med i genomsnitt 200 mm nederbörd, och den torraste är juli, med 36 mm nederbörd.